# ليون دوبونت
ليون دوبونت هو منافس ألعاب قوى بلجيكي، ولد في 18 مايو 1881، وتوفي في 6 أكتوبر 1956.

## وصلات خارجية
- ليون دوبونت على موقع اللجنة الأولمبية الدولية (الإنجليزية)
- ليون دوبونت على موقع أوليمبيديا (الإنجليزية)